# 上村長国
上村 長国（うえむら ながくに）は、戦国時代の武将。相良氏の家臣。

## 生涯
応仁2年（1468年）、上村直頼の弟で、その養子となった頼廉の子として誕生。上村頼興の舅にあたる。
上村氏は相良氏庶流にあたり、長国は肥後国南部の戦国大名・相良為続や長毎などの歴代当主に重臣として仕えた。
晩年は出家して修理入道沙彌洞然（さやとうねん）と称す。法号は単に洞然ともする。文化的に優れた博学の人物で、特に家史に詳しかったため、外孫相良晴広に依頼されて、下相良氏の事績を記した貴重な歴史資料である『洞然居士状』を書き残した。同書は相良正史の源流とされる。
天文15年（1546年）、死去。享年79。